# Adiantum villosissimum
Adiantum villosissimum là một loài dương xỉ trong họ Pteridaceae. Loài này được Mett. ex Kuhn mô tả khoa học đầu tiên năm 1869.